# Eleonora Curtabbi
Eleonora Curtabbi (Torino, 27 marzo 1997) è un'ostacolista italiana, ha partecipato, contribuendo, alla vittoria dell'Italia ai campionati europei a squadre.

## Biografia
Nata ad Torino è cresciuta ad Almese. A 10 anni scopre l'atletica leggera, dedicandosi alla corsa in montagna, dopo aver vinto varie corse campestri scolastiche, passa alla pista dedicandosi alle siepi.
Nel 2019 finito il liceo artistico, si trasferisce negli Stati Uniti d'America alla Texas A&M University, per cui vince due volte il titolo NCAA di II divisione.
Nel 2023 esordisce con la nazionale italiana ai campionati europei a squadre di Chorzów, giungendo 7ª nei suoi 3 000 metri siepi, contribuendo alla prima vittoria nella competizione.

## Progressione

### 3 000metri siepi
| Stagione | Misura   | Luogo                     | Data      | Rank. Mond. |
| -------- | -------- | ------------------------- | --------- | ----------- |
| 2023     | 9'40"90  | Barcellona                | 5-7-2023  |             |
| 2022     | 9'49"74  | Décines-Charpieu          | 11-6-2022 |             |
| 2021     | 10'42"37 | Canyon                    | 13-5-2021 |             |
| 2019     | 11'10"31 | Imola                     | 15-6-2019 |             |
| 2018     | 10'27"57 | Jesolo                    | 10-6-2018 |             |
| 2017     | 10'08"80 | Trieste                   | 2-7-2017  |             |
| 2016     | 10'32"92 | Castiglione della Pescaia | 17-5-2016 |             |
| 2015     | 10'55"50 | Rieti                     | 13-6-2015 |             |

## Palmarès
| Anno | Manifestazione   | Sede      | Evento       | Risultato | Prestazione | Note  |
| ---- | ---------------- | --------- | ------------ | --------- | ----------- | ----- |
| 2016 | Mondiali U20     | Bydgoszcz | 3000 m siepi | Batteria  | 10'50"46    | [ 3 ] |
| 2016 | Europei di cross | Chia      | Corsa U20    | 19ª       | 13'34"      |       |
| 2017 | Europei U20      | Bydgoszcz | 3000 m siepi | Batteria  | 10'21"81    |       |
| 2018 | Mediterraneo U23 | Jesolo    | 3000 m siepi | 7ª        | 10'27"57    |       |
| 2023 | Giochi europei   | Chorzów   | A squadre    | Oro       | 426,5 p.    | [ 4 ] |
| 2024 | Europei          | Roma      | 3000 m siepi | Batteria  | 10'05"30    |       |

## Campionati nazionali
- 2 volte campionessa italiana assoluta dei 3 000 metri siepi (2023, 2024)

2015
- Argento ai campionati italiani juniores, (Rieti), 3000 m siepi - 10'55"50
- 9ª ai campionati italiani assoluti (Torino), 3000 m siepi - 11'00"62

2016
- Oro ai campionati italiani juniores, (Bressanone), 3000 m siepi - 11'02"02

2017
- Oro ai campionati italiani promesse, (Firenze), 3000 m siepi - 10'34"99
- Bronzo ai campionati italiani assoluti (Trieste), 3000 m siepi - 10'08"80

2018
- Oro ai campionati italiani promesse, (Agropoli), 3000 m siepi - 10'40"27

2022
- Bronzo ai campionati italiani assoluti (Rieti), 3000 m siepi - 10"03"64

2023
- Oro ai campionati italiani assoluti (Molfetta), 3000 m siepi - 9'55"28

2024
- Oro ai campionati italiani assoluti (La Spezia), 3000 m siepi - 9'57"59

2025
- Argento ai campionati italiani assoluti, 3000 m siepi - 10'04"77

## Altre competizioni internazionali
2023
- Campionati europei a squadre di atletica leggera ( Chorzów)
- 7ª ai Campionati europei a squadre - Prima divisione, ( Chorzów), 3000 m siepi - 9'59"01 [5]